# Guanxi
Guanxi (chinesisch 關係 / 关系, Pinyin: guānxi) bezeichnet in China das Netzwerk persönlicher Beziehungen, von dessen Wirken dort kaum eine Entscheidung unbeeinflusst bleibt. Verträge und Absprachen werden in vielen Fällen nur als eine Richtschnur gesehen, von der im Zweifelsfall abgewichen werden darf. Guanxi ist ein vielschichtiges Wort. Im Wörterbuch ist es mit ‚Verbindung‘, ‚Beziehung‘ übersetzt. Der Begriff beinhaltet eine Reziprozität, die oftmals mit Verpflichtungen verbunden ist.

## Wesen des Guanxi
Guanxi-Beziehungen basieren nicht auf Verbindungen zwischen Personengruppen oder Institutionen, sondern immer auf Beziehungen zwischen einzelnen Personen. Bestehen zu einer anderen Person gute Beziehungen, können Kontakte zu weiteren Personen aus deren Beziehungsgefüge geknüpft werden. Normalerweise wird ein Vermittler allerdings nur Personen miteinander bekannt machen, denen er vertraut, weil er mit seinem Gesicht einsteht. Das Vertrauensverhältnis muss dann erst langfristig aufgebaut werden, beginnt jedoch auf einem höheren Niveau.
Das Beziehungsnetz wird unter Chinesen für Ausländer kaum bemerkbar eingesetzt. Beziehungen können daraus resultieren, dass zwei Personen im selben Dorf gewohnt oder an derselben Universität studiert haben. Guanxi stehen in der Regel in einem Gegenseitigkeitsverhältnis. Wer eine Gefälligkeit erbittet, muss irgendwann auch eine Gegenleistung erbringen. Dabei spielt die Zeit eine wichtige Rolle. Überdies müssen Beziehungen ständig gepflegt werden.
Gegenseitige Gefälligkeiten (Renqing) sind der entscheidende Faktor zum Erhalt des Guanxi-Netzes. Eine Gegenleistung zu versagen, wird als eine unverzeihliche Beleidigung angesehen. Je mehr man von jemandem erbittet, desto mehr ist man demjenigen schuldig. Guanxi kann als ein endloser Zyklus von Gefälligkeiten betrachtet werden.
Chinesen teilen sehr genau nach Verwandten, Freunden oder Fremden ein, um den Grad des gegenseitigen Vertrauens und der gegenseitigen Hilfe abschätzen zu können. Guanxi kann daher auch in Familien-, Helfer- und Geschäfts-Guanxi bzw. in vorherbestimmtes (Blutsverwandtschaft) und freiwilliges Guanxi (gemeinsame soziale Identität, gemeinsamer dritter) unterteilt werden.

„Das Ausnützen von Beziehungen ist eine Wissenschaft für sich, man muss Zeit und Umstände in Betracht ziehen und das Feuer richtig dosieren. Wie bei einem Guthaben: irgendwann ist es aufgezehrt, man muss sich ein wenig zurückhalten, damit es im entscheidenden Moment aufgefüllt ist, und natürlich muss man immer mal wieder was drauflegen.“

## Kulturhistorische Erklärung
Die dem Konfuzianismus innewohnende Einstellung, dass es besser sei, einen Streit zu vermeiden oder zu schlichten, anstatt ihn z. B. vor Gericht auszutragen, gilt als Grund für die Bedeutung von Guanxi. Somit sind gute persönliche Beziehungen wichtiger als Gesetze und Verträge, die angesichts der nur rudimentär ausgebildeten und gesellschaftlich eher gering akzeptierten rechtlichen Institutionen ohnehin nur schwierig durchgesetzt werden können. Es wird angenommen, dass Guanxi mit der Festigung rechtsstaatlicher Strukturen  an Bedeutung verliert.

## Politische Bedeutung
Julia F. Tatrai sieht in Guanxi ein Hindernis für die Antikorruptionskampagne unter Xi Jinping, weil kleine Gefälligkeiten im Alltag damit auch kulturell verankert sind. Dies mache es „für Gesetz und Disziplinierungseinheiten teilweise besonders schwer herauszufinden, wo Korruption beginnt und wo das gängige Schenken in chinesischen zwischenmenschlichen Beziehungen endet“.

## Ähnliche Modelle
Insbesondere in kollektivistischen Kulturen sind ähnliche Phänomene aufgekommen. In der arabischen Welt gibt es die Begriffe Wāsṭa und Kitāf, in der Türkei arka und destek, in Nigeria Big man und in Osteuropa Blat (блат).
Im beruflichen Umfeld umschreibt der Begriff Vitamin B (B für „Bekanntschaft“), dass auch im westeuropäischen Raum persönliche Beziehungen zur Anbahnung vieler Beschäftigungsverhältnisse relevant sind.